# Fidelio F. Finke

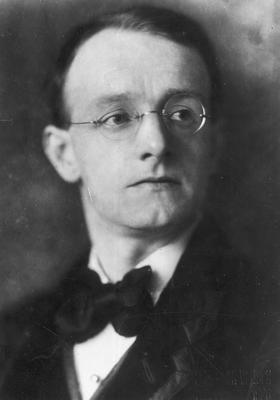
Fidelio Friedrich Finke

Fidelio (Taufname Fidelis) Friedrich Finke (* 22. Oktober 1891 in Josefsthal, Bezirk Gablonz an der Neiße, Böhmen; † 12. Juni 1968 in Dresden) war ein böhmisch-deutscher Komponist. Er lehrte von 1920 bis 1945 Musiktheorie und Komposition an der Deutschen Akademie für Musik und darstellende Kunst in Prag und war ab 1927 deren Rektor. Von 1945 bis 1951 war er erster Rektor der Staatlichen Akademie für Musik und Theater Dresden, danach lehrte er als Professor für Tonsatz an der Hochschule für Musik Leipzig.

## Leben
Finke wurde als Sohn des Musikpädagogen, Komponisten und Orchesterleiters Josef Fidelio (eigentlich Fidelis) Finke (1860–1940) und seiner Frau Bertha Paulina Finke 1891 im nordböhmischen Josefsthal im Isergebirge geboren und katholisch getauft. Von 1906 bis 1908 besuchte er ein Lehrerseminar in Reichenberg. Er erhielt Orgel-, Klavier- und Violin-Unterricht und besuchte von 1908 bis 1911 das Prager Konservatorium, wo er Klavier (bei seinem Onkel Romeo Finke) und Komposition (bei Vítězslav Novák) studierte. Ab 1911 arbeitete er als privater Musiklehrer und ab 1915 als Lehrer für Musiktheorie am Prager Konservatorium. 
Nach dem Zerfall Österreich-Ungarns am Ende des Ersten Weltkriegs wurde Prag 1918 Hauptstadt der Tschechoslowakei, in der Deutschböhmen (oder „Sudetendeutsche“) wie Finke die größte nationale Minderheit bildeten. Im Jahr 1920 wechselte er an die neu gegründete Deutsche Akademie für Musik und darstellende Kunst in Prag, die damals Romeo Finke leitete, und war zunächst als Lehrer für Musiktheorie und Komposition tätig. 1926 wurde er dort Professor und wirkte von 1927 bis 1945 als Rektor (womit er seinem krankheitsbedingt zurückgetretenen Onkel nachfolgte).
Während der deutschen Okkupation der Tschechoslowakei ab 1939 komponierte er Werke nationalsozialistischer Gesinnungsmusik, darunter den Hymnus O Herzland Böhmen (1942). Sein opportunistischer Antrag auf Mitgliedschaft in der NSDAP erlosch 1942 wegen „politischer Unzuverlässigkeit“.
Nach Ende des Zweiten Weltkriegs wurde Finke als Deutscher in der Tschechoslowakei aufgrund der Beneš-Dekrete seiner Ämter als Professor und Rektor enthoben sowie enteignet und unternahm einen Suizidversuch. Danach wurde er von Angehörigen der sowjetischen Besatzungsmacht über Moskau nach Dresden gebracht. Dort war er bis 1951 Rektor der Staatlichen Akademie für Musik und Theater. Bis 1958 war er als Professor für Tonsatz an der Musikhochschule Leipzig tätig. Sein Gesamtwerk umfasst etwa 170 Kompositionen.

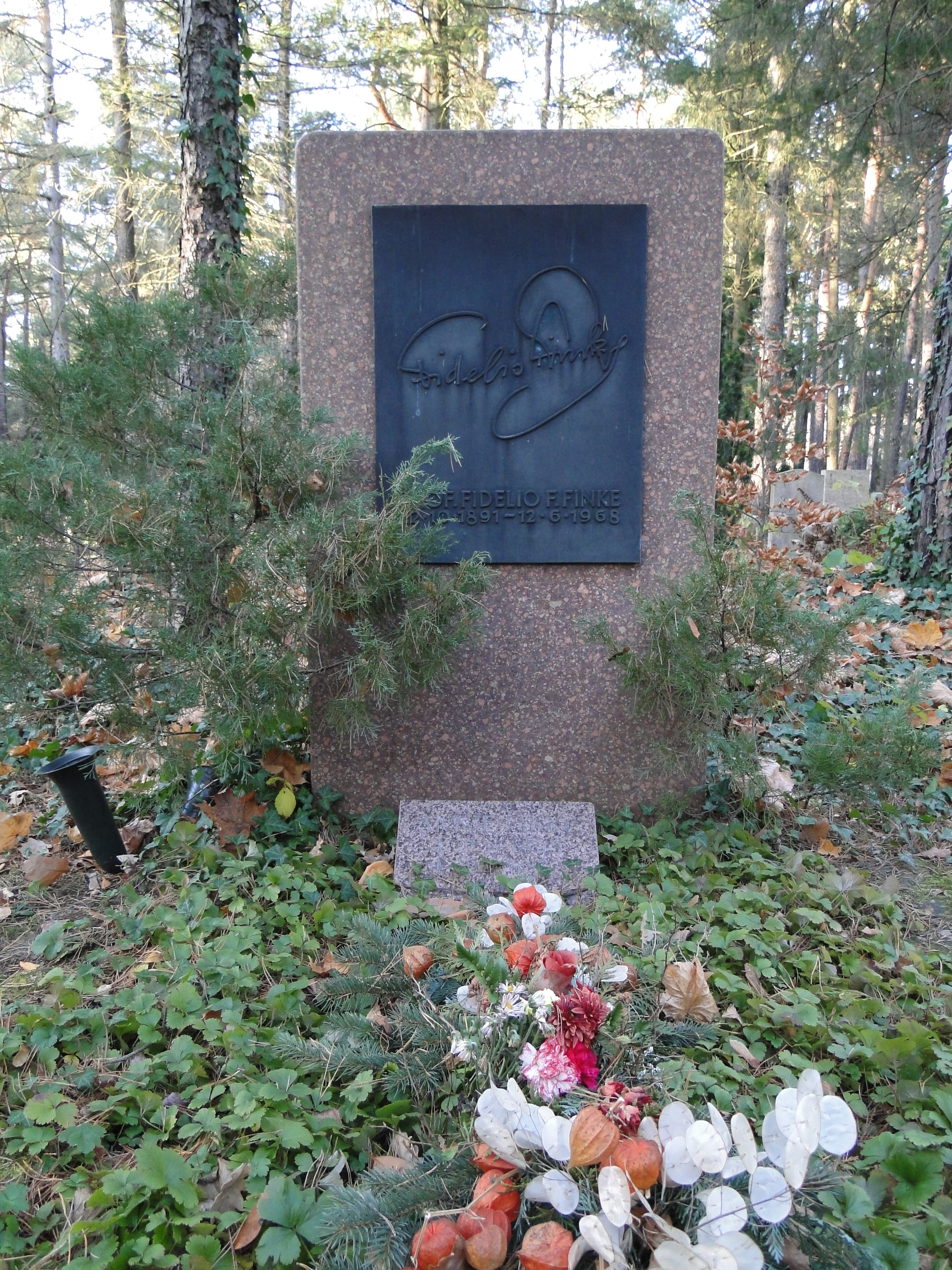
Fidelio F. Finkes Grab auf dem Heidefriedhof in Dresden

Finke war von 1946 bis zu seinem Tod Mitglied der SED. Er verstarb 1968 in Dresden und wurde auf dem dortigen Heidefriedhof beigesetzt. Sein Grabstein ziert seine Signatur. Finkes Nachlass verwahrt die Deutsche Akademie der Künste (Berlin).

## Kompositionen

### Bühnenwerke
- Die versunkene Glocke. Oper in 4 Akten (1915–1918, nicht aufgeführt). Libretto: ? (nach Gerhart Hauptmann)
- Die Jakobsfahrt. Oper in 3 Aufzügen (1932–1936). Libretto: ? (nach dem Legendenspiel von Anton Dietzenschmidt). UA 17. Oktober 1936 Prag
- Lied der Zeit Tanzpantomime in 2 Teilen (1946/47). UA 20. März 1947 Bühlau
- Der schlagfertige Liebhaber. Heitere Oper in 3 Akten (1950–1954; nur Klavierauszug fertiggestellt). Libretto: ? (nach Karl Zuchardt)
- Der Zauberfisch. Märchenballade (Oper) in 2 Akten (1956–1959). Libretto: Wilhelm Hübner. UA 1978 Dresden

### Vokalkompositionen
- Kantaten
- Chöre
- Lied Ich bin ein Haus. Text: Emil Merker (1888–?)

### Instrumentalwerke
- acht Orchestersuiten
- fünf Streichquartette
- Werke für Klavier und Orgel

## Ehrungen, Mitgliedschaften
- 1910 Brahmspreis der Wiener Tonkünstlervereins
- 1919 Chorpreis des Weltmusikbundes in Wien
- 1928 und 1937 Tschechoslowakischer Staatspreis für Musik
- 1956 Nationalpreis der DDR
- Mitglied der Deutschen Akademie der Künste in Berlin (Ost)
- Ehrensenator der Musikhochschulen Dresden und Leipzig
- 1961 Vaterländischer Verdienstorden in Bronze
- 1971 wurde die Fidelio-F.-Finke-Straße in Dresden-Loschwitz nach ihm benannt (zuvor Albertallee)[5]